# Drwalew (gromada w powiecie poddębickim)
Drwalew – dawna gromada, czyli najmniejsza jednostka podziału terytorialnego Polskiej Rzeczypospolitej Ludowej w latach 1954–1972.
Gromady, z gromadzkimi radami narodowymi (GRN) jako organami władzy najniższego stopnia na wsi, funkcjonowały od reformy reorganizującej administrację wiejską przeprowadzonej jesienią 1954 do momentu ich zniesienia z dniem 1 stycznia 1973, tym samym wypierając organizację gminną w latach 1954–1972.
Gromadę Drwalew siedzibą GRN w Drwalewie utworzono – jako jedną z 8759 gromad na obszarze Polski – w powiecie łęczyckim w woj. łódzkim, na mocy uchwały nr 32/54 WRN w Łodzi z dnia 4 października 1954. W skład jednostki weszły obszary dotychczasowych gromad Biała Góra, Starzyny, Drwalew, Sucha-Dolna, Łążki, Powodów I i Powodów III, ponadto wieś Wierzbowa Woźnicka i kolonia Wierzbowa-Derszlej z dotychczasowej gromady Wierzbowa-Derszlej oraz kolonia Idzikowice-Nasale i kolonia Idzikowice-Pielgrzymy z dotychczasowej gromady Idzikowice ze zniesionej gminy Gostków w tymże powiecie. Dla gromady ustalono 15 członków gromadzkiej rady narodowej.
1 lipca 1956 gromadę włączono do powiatu poddębickiego w tymże województwie (była to jedyna gromada powiatu poddębickiego która nie weszła w jego skład w chwili utworzenia powiatu z dniem 1 stycznia 1956, lecz pół roku później).
1 stycznia 1959 do gromady Drwalew przyłączono wieś Idzikowice, kolonię Idzikowice Generalne i osadę Chochołek z gromady Budzynek w powiecie poddębickim oraz wsie Wola Niedźwiedzia i Krzepocinek i kolonie Wola Bankowa, Wola Dąbrowa, Wola Niedźwiedzia i Krzepocinek ze znoszonej gromady Wola Niedźwiedzia w powiecie łęczyckim.
31 grudnia 1959 do gromady Drwalew przyłączono wieś Parądzice z gromady Różyce Żmijowe w powiecie łęczyckim (woj. łódzkie).
Gromada przetrwała do końca 1972 roku, czyli do kolejnej reformy gminnej.